# Montbavin
Montbavin – miejscowość i gmina we Francji, w regionie Hauts-de-France, w departamencie Aisne.
Według danych na styczeń 2014 roku gminę zamieszkiwały 44 osoby, a gęstość zaludnienia wynosiła 8,4 osób/km².